# استخبارات ومراقبة واكتساب الهدف واستطلاع

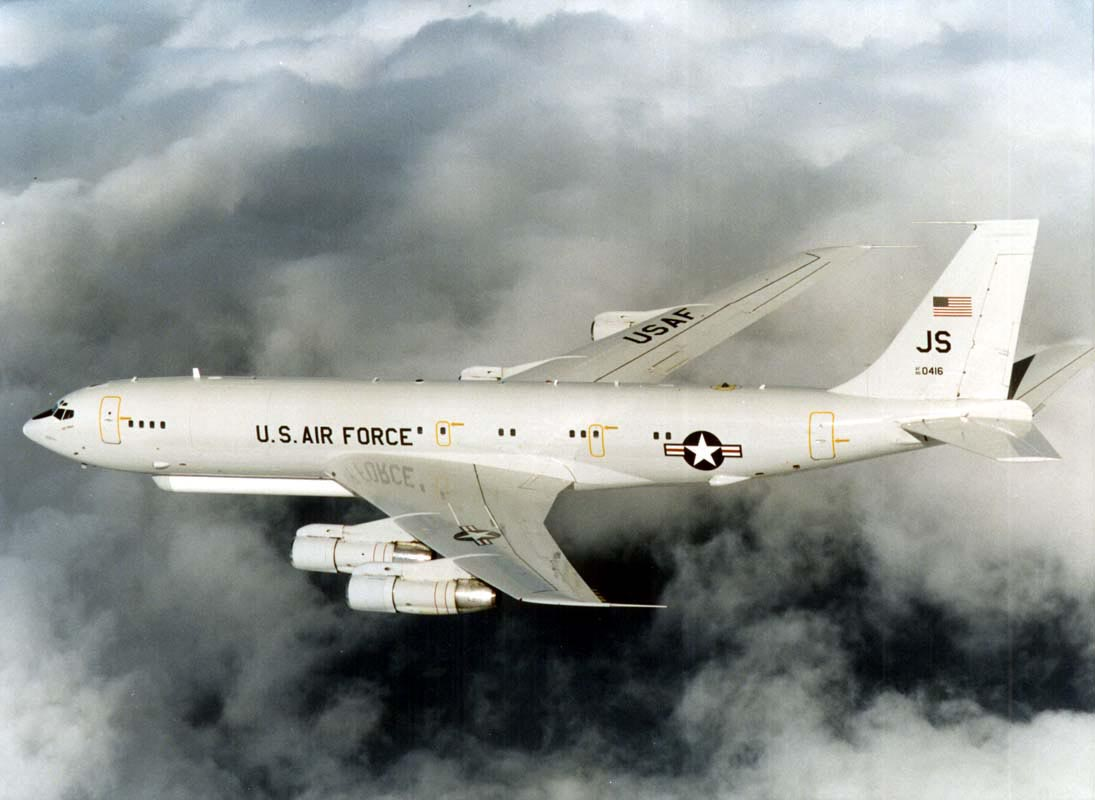
منظومة رادر مشترك للمراقبة والاستهداف من جرومان نورثروب

المصطلح ISTAR يستخدم في الإنجليزية للتعبير عن ممارسة الربط بين عدد من وظائف المعركة - مع بعضها البعض - وذلك لمساعدة قوة قتالية ما في توظيف أجهزة الاستشعار وإدارة المعلومات التي جُمِعَت.
وهذا المصطلح هو اختصار مجمع للمصطلحات الإنجليزية الأربعة: 
الاستخبارات Intelligence والمراقبة Surveillance واكتساب الهدف Target Acquisition والاستطلاع Reconnaissance
ويُعبر عن Target Acquisition أحياناً بالاستحواذ.
والاستخبارات هي المعلومات التي يتم جمعها في أرض المعركة من خلال المراقبة المنتظمة بواسطة الجنود ومجموعة متنوعة من أجهزة الاستشعار الإلكترونية. أما  المراقبة، واكتساب الهدف (الاستحواذ عليه)، و الاستطلاع فهي طرق الحصول على هذه المعلومات. ومن ثم يتم تمرير هذه المعلومات إلى أفراد المخابرات لتحليلها، ثم إلى القائد ومساعديه لتعينهم على صياغة خطط المعركة.
وعملية الاستخبارات هي معالجة للمعلومات ذات الصلة والتي تُسهم في فهم طبيعة ساحة المعركة، وتصرفات العدو ونواياه.
وتعد ISTAR ممارسة لدمج العمليات الاستخباراتية مع المراقبة واكتساب الهدف ومهام الاستطلاع، وذلك من أجل تحسين الوعي الظرفي للقائد وبالتالي اتخاذ القرار. 
يمكن أن تشير ISTAR أيضاً إلى:
- وحدة عسكرية بمهام  ISTAR (مثلاً: سرب ISTAR )
- المعدات اللازمة لدعم مهمة ISTAR

## نسخ مختلفة من ISTAR
هناك العديد من النسخ المختلفة للمصطلح "ISTAR". ومسميات هذه النسخ تعكس التركيز على جوانب معينة من ISTAR.

### المراقبة واكتساب الأهداف والاستطلاع STAR
مصطلح يستخدم عندما ينصب التركيز على عنصر الاستشعار من ممارسة ISTAR.

### الاستطلاع والمراقبة واكتساب الأهداف RSTA
مصطلح يستخدم من قبل الجيش الأمريكي عوضاً عن ISTAR. كما ويستخدم أيضا لتحديد بعض وحدات الجيش الأمريكي: على سبيل المثال، السرب الثالث و 153 RSTA. وتقوم هذه الوحدات بأدوار مماثلة لما سيلي ذكره من أدوار لفصائل STA التابعة لمشاة البحرية الأميركية، ولكن على نطاق أوسع.

### المراقبة واكتساب الأهداف STA
تستخدم للدلالة على أي من الآتي:
- مهنة تخصصية عسكرية أمريكية - وبخاصة قناص STA
- دور أو مهام وحدة ما (مثلا دورية STA ) أو معدات ( مدفعية STA)
- عقيدة مماثلة إلى ISTAR.

### الاستخبارات والمراقبة والاستطلاع ISR
وهو الاستحواذ المنسق والمتكامل، وتوفير ومعالجة المعلومات ذات الصلة في الوقت المناسب وبدقة، وذلك لدعم سير أنشطة القائد. وتضطلع المنصات البرية والبحرية والجوية والفضائية بأدوار ISR الحساسة في دعم العمليات بشكل عام. ومن خلال حشد أصول ISR ، والسماح بفترة غمر Period of immersion ، وتطوير طبقات من أجهزة الاستشعار، يمكن أن تتكون معرفة محسنة وذات وضوح وعمق.  ويشمل ISR أنشطة متعددة تتعلق بتخطيط وتشغيل نظم جمع ومعالجة ونشر البيانات في دعم العمليات العسكرية الحالية والمستقبلية.
وتشمل أمثلة من منظومات ISR أنظمة المراقبة والاستطلاع بدءا من الأقمار الصناعية إلى الطائرات المأهولة مثل U-2 إلى أنظمة الطائرات بدون طيار مثل غلوبال هوك  و إم كيو-1 بريداتور وهنتر الأمريكية، وغيرها من المعدات الأرضية والجوية والبحرية والفضائية، وكذلك فرق الاستخبارات البشرية.
البيانات الاستخباراتية التي توفرها أنظمة ISR  يمكن أن تتخذ أشكالا عديدة، بما في ذلك صور ضوئية، أو رادارية، أو بالأشعة تحت الحمراء أو إشارات إلكترونية.  ويمكن لبيانات ISR فعالة أن توفر إنذاراً مبكراً من تهديدات العدو فضلا عن تمكين القوات العسكرية من زيادة فعالية التنسيق و الفتك.

## وصلات خارجية
- Reconnaissance and Surveillance Operations – Canadian Land Forces manual about armoured reconnaissance (PDF)
- INTELLIGENCE, SURVEILLANCE, and RECONNAISSANCE (ISR) PROGRAMS – ACSC Research Topic